# Air Diver
Air Diver fue un juego lanzado por Seismic (en Japón ASMIK) en 1990, para la consola Mega Drive. Este fue un simulador de vuelo de combate similar a After Burner, excepto que el juego se juega en una vista en primera persona, (desde el interior de la cabina). La jugabilidad implica volar el F-119D Stealth Fighter ficticio contra fuerzas enemigas.
Una secuela para el Super Nintendo Entertainment System, "Super Air Diver", iba a ser liberada en 1993: en Europa por SunSoft, y en Asia por ASMIK. Vic Tokai liberaría este juego en los EE. UU., bajo el nombre de "Lock On".
- Datos: Q2742036